# 네덜란드의 주
네덜란드의 주(Provincie)는 네덜란드의 행정구역 중 최상위 것으로 현재 12개 설치되어 있다. 또 주는 각각 하위에 헤메인테(Gemeente)들을 관할한다. 해외영토의 3개 특별 헤메인테는 주와는 독립적이다.

## 정부 체제
4년 임기의 주의회, 그리고 주의회에서 선출하는 주행정위원회가 주정부를 이룬다. 여기에 더해 국왕이 임명해 파견하는 감독관(Commissaris)은 국가원수처럼 주를 대표하는 역할을 한다.

## 주 목록
| 주                               | 주도                                 | 최대도시                  | 면적(km2, 육지) | 인구(명)  |
| -------------------------------- | ------------------------------------ | ------------------------- | --------------- | --------- |
| 노르트브라반트주 (Noord Brabant) | 스헤르토헨보스 ('s-Hertogenbosch)    | 에인트호번 (Eindhoven)    | 4,905           | 2,562,955 |
| 노르트홀란트주 (Noord Holland)   | 하를럼 (Haarlem)                     | 암스테르담 (Amsterdam)    | 2,665           | 2,879,527 |
| 드렌터주 (Drenthe)               | 아선 (Assen)                         | 에먼 (Emmen)              | 2,633           | 493,682   |
| 림뷔르흐주 (Limburg)             | 마스트리흐트 (Maastricht)            | 마스트리흐트 (Maastricht) | 2,147           | 1,117,201 |
| 오버레이설주 (Overijssel)        | 즈볼러 (Zwolle)                      | 엔스헤더 (Enschede)       | 3,319           | 1,162,406 |
| 위트레흐트주 (Utrecht)           | 위트레흐트 (Utrecht)                 | 위트레흐트 (Utrecht)      | 1,485           | 1,354,834 |
| 자위트홀란트주 (Zuid-Holland)    | 스흐라벤하허 ('s-Gravenhage, 헤이그) | 로테르담 (Rotterdam)      | 2,700           | 3,708,696 |
| 제일란트주 (Zeeland)             | 미델뷔르흐 (Middelburg)              | 테르뇌전 (Terneuzen)      | 1,782           | 383,488   |
| 프리슬란트주 (Friesland)         | 레이우아르던 (Leeuwarden)            | 레이우아르던 (Leeuwarden) | 3,336           | 649,957   |
| 플레볼란트주 (Flevoland)         | 렐리스타트 (Lelystad)                | 알메러(Almere)            | 1,412           | 423,021   |
| 헬데를란트주 (Gelderland)        | 아른험 (Arnhem)                      | 네이메헌 (Nijmegen)       | 4,964           | 2,085,952 |
| 흐로닝언주 (Groningen)           | 흐로닝언 (Groningen)                 | 흐로닝언 (Groningen)      | 2,324           | 585,866   |

## 같이 보기
- 네덜란드의 행정 구역
- 헤메인테